# グランプリ・マニュファクチャラーズ・アソシエーション
グランプリ・マニュファクチャラーズ・アソシエーション (Grand Prix Manufacturers Association) は、かつて存在したモータースポーツの団体。フォーミュラ1 (F1) に参戦している自動車メーカー（マニュファクチャラー）間の同盟として、2005年5月9日に結成された。代表はBMW研究開発部門取締役のブルクハルト・ゲッシェル。

## 設立
「コンストラクター」がシャーシの製造者（=チーム）であるのに対して、「マニュファクチャラー」はエンジン供給やワークスチーム運営を行う自動車メーカーという意味合いがある。
2001年、欧州自動車工業会に加盟する5社によって前身であるグランプリ・ワールド・チャンピオンシップ (GPWC) が結成されたが、フォード（ジャガー）が2004年を最後にF1から撤退し、中心的存在であったフィアット（フェラーリ）も2005年1月に離脱したため、旧メンバー3社に日本の2社を加えて改組された。準備会議にはフェラーリを除く9つのF1チームが参加した。
GPMA設立メンバー
- BMWグループ
  - 2005年までウィリアムズへエンジン供給。2006年よりザウバーを買収してBMWザウバーとして参戦。
- ダイムラー・クライスラー（メルセデス・ベンツ）
  - マクラーレンへエンジン供給。マクラーレン・グループの株式を一部保有。
- ルノー
  - ワークスチーム（ルノーF1）が参戦。
- 本田技研工業
  - 2005年はB・A・Rを共同運営。2006年よりB・A・Rを買収してワークスチーム（ホンダ・レーシング・F1）として参戦し、スーパーアグリへエンジン供給。
- トヨタ自動車
  - ワークスチーム（トヨタ・レーシング）の参戦、およびジョーダンへのエンジン供給（2006年はミッドランド/スパイカー）。

なお、発足前の4月24日に行われた2005年サンマリノGPではB・A・Rのマシンが最低重量違反で失格・2レース出場停止という処罰を受けており、B・A・R（ホンダ）に対する制裁行為ではないかとの見方もあった。

## 新シリーズ構想
GPMAの目的はGPWCと変わらず、F1の統括団体である国際自動車連盟 (FIA) に対する発言力の強化、ならびに、F1の商業権保有者（FOM）とコンコルド協定の更改について交渉することにあった。自動車メーカー側の意見が受け入れられない場合は、コンコルド協定の期限切れとなる2007年末をもってF1世界選手権から離脱し、2008年より新シリーズを立ち上げるという構えをみせた。
FIAのマックス・モズレー会長は、自動車メーカー間の開発競争がコスト高騰を招き、プライベートチームの存続を危うくしていると主張し、エンジンの開発制限、車体主要部品の共通化、テスト距離制限などのレギュレーション変更案を相次いで打ち出した。これに対し、GPMAは技術革新にこそF1に参戦する意義があるとして規制に反対し、プライベーターへはエンジン価格の助成措置をとるとした。
興行面では、コンコルド協定が定める収益分配率が不公平であるとして、競技者（チーム）への配当を増額するよう要求した。また、F1の商業権を預かるSLECの株式の大半が投資銀行3社（バイエルンLB、JPモルガン、リーマン・ブラザーズ）によって管理されている状況を問題視した。
当初、GPMA側9チームは「全チーム同等な条件」で交渉に臨むことを確認していたが、自動車メーカーの後ろ盾がないプライベーターは個々に切り崩されていった。2006年よりフェラーリエンジンを使用するレッドブル、ジョーダン改めミッドランド、ミナルディ改めトロ・ロッソ（レッドブル傘下）、BMWエンジンを失うウィリアムズ、2006年から参戦するスーパーアグリがコンコルド協定更改に同意し、勢力図は体制側有利に塗り替えられた。
また、2005年11月から2006年3月にかけて、イギリスの大手プライベート・エクイティ・ファンドであるCVCキャピタル・パートナーズがSLECの全株式を取得し、バーニー・エクレストンを最高責任者に指名したことから、興行面の安定という課題が解消された。
さらに、FIAは2008年シーズンのエントリー申請を大幅に前倒しして、期限を2006年3月31日に設定した。このエントリーには11もの新チームが参入を希望し、さらに、FIAはエントリーが遅れたチームを新レギュレーションの作成部会に加えないと宣言して、GPMA側5チームへ圧力をかけた。同年3月27日、GPMA側5チームはエントリーを申請したことを発表し、同年4月28日には既存11チームとプロドライブの2008年シーズンエントリーが承認され、シリーズ分裂は回避された。
同年5月には、GPMA側5チームがコンコルド協定の覚書にサインしたことが発表された。

## 和解と脱退
コンコルド協定の合意後は、2008年からのエンジン開発凍結（ホモロゲーション）を巡って意見の応酬が続けられた。しかし、F1参戦継続が決まったことでGPMAの結束力は弱まり、2006年8月14日にはトヨタが脱退を表明した。
2006年11月16日、FIAのモズレー会長とGPMAのゲッシェル会長が共同会見を行い、GPMAが今後少なくとも5年間はF1に継続参戦することで合意したと発表した。同年12月8日には、2012年までに行うレギュレーション改革案について合意し、エンジンの開発凍結（2007年より）、エネルギー回生装置の導入（2009年より）、直噴ターボエンジンの使用（2011年より）などのロードマップを発表した。
その後、2007年2月16日にはルノーもGPMA脱退を表明した、
そして、2008年7月にはチーム間の組織として、新たにフォーミュラ・ワン・チームズ・アソシエーション (FOTA) が結成された。